# 1800 na música

## Nascimentos
| Data          | Nome                     | Profissão                        | Nacionalidade                  | Observações | Ref |
| ------------- | ------------------------ | -------------------------------- | ------------------------------ | ----------- | --- |
| 14 de janeiro | Ludwig von Köchel        | musicólogo                       | Sacro Império Romano-Germânico | m. 1877     |     |
| 24 de abril   | Georg Hellmesberger, Pai | maestro, violinista e compositor | Sacro Império Romano-Germânico | m. 1873     |     |

## Mortes
| Data | Nome | Profissão | Nacionalidade | Observações | Ref |
| ---- | ---- | --------- | ------------- | ----------- | --- |